# Dark Angel
Dark Angel to amerykańska grupa muzyczna wykonująca thrash metal, znana również jako DFA lub Dark Fuckin' Angel.
Powstała 1981 roku w Los Angeles w USA, działalność zespołu zawieszono około 1993 roku, reaktywowano w 2002 roku jednakże w związku z wypadkiem Rona Rineharta w 2004 roku Dark Angel zawiesił ponownie działalność.
W sierpniu 2013 roku zespół ogłosił wznowienie działalności. Stanowisko wokalisty objął Ron Rinehart, znany z albumów Leave Scars i Time Does Not Heal. Stanowisko perkusisty zajął Gene Hoglan, gitarzystami zostali Eric Meyer, oraz Justin Zych. Pozycję basisty objął Mike Gonzales. Zespół zapowiedział występ w 2014 roku, na XVII edycji festiwalu Keep It True w Niemczech.

## Muzycy

### Skład zespołu
- Ron Rinehart – śpiew (1987-1992, od 2013)
- Eric Meyer – gitara elektryczna (1981-1992, od 2013 )
- Gene Hoglan – perkusja (1984-1992, 2004, od 2013)
- Mike Gonzales – gitara basowa (1986-1992, od 2013)
- Laura Christine – gitara elektryczna (od 2023)

### Byli członkowie zespołu
- Don Doty – śpiew (1981-1987)
- Jim Drabos – śpiew (1987)
- Jim Durkin – gitara elektryczna (1981-1989, 2013)
- Brett Eriksen – gitara elektryczna (1989-1991)
- Chris McCarthy – gitara elektryczna (1991-1992)
- Rob Yahn – gitara basowa (1981-1986)
- Mike Gonzalez – gitara basowa (1986-1992)
- Mike Andrade – perkusja (1981-1983)
- Jack Schwartz – perkusja (1983-1984)
- Lee Rausch – perkusja (1984)

### Muzycy koncertowi
- Jed Simon – gitara elektryczna (2002)
- Dan Lilker – gitara basowa (1989)
- Jeremy Peto – gitara basowa (2002)
- Al "Mayhem" Mendez – perkusja (2002)

## Dyskografia
- 1983 Gonna Burn (Demo)
- 1984 Hell's On its Knees (Demo)
- 1984 Live demo '84 (Demo)
- 1984 We Have Arrived (LP)
- 1985 Merciless Death (SP)
- 1985 Live Demo From Berkeley (Demo)
- 1986 Darkness Descends (LP)
- 1989 The Ultimate Revenge 2 (Split)
- 1989 Leave Scars (LP)
- 1990 3-Way Thrash (VHS Split)
- 1990 Live Scars (Live LP)
- 1991 Time Does Not Heal (LP)
- 1992 Decade of Chaos (Kompilacja)
- 1992 Atrocity Exhibition (Demo)